# Горинхем
Горинхем, иногда Горкум (нидерл. Gorinchem, МФА: [ˈɣɔrkʏm]) — город и община в Нидерландах.
Площадь города составляет 22,01 км². Численность населения — 36 682 человека (на начало 2019 года).

## География и экономика
Город Горинхем расположен в западной части Нидерландов, на крайнем юго-востоке провинции Южная Голландия, на перекрёстке автодорог Роттердам — Арнем и Неймеген — Бреда.

## История
Поселение на месте нынешнего Горинхема существовало приблизительно с 1000 года. Впервые письменно упоминался в 1224 году и принадлежал феодальному роду ван Аркол.
В конце XIII века вокруг поселения были построены валы, укрепленные частоколами, с целью защитить себя от господства соседних государств Голландии и Гелдерна.
В 1382 году Горинхем получает городское право. После угасания рода ван Аркол, в 1417 году Горинхем переходит к графству Голландия. С 1566 года горожане принимают протестантизм.
В 1572 году город был занят восставшими гёзами, замучившими 19 католических священников, отказавшихся изменить своей вере (были канонизированы в 1867 году).
В 1609 году город был обнесён новыми крепостными стенами.
В ходе Наполеоновских войн во время изгнания из Голландии армии Бонапарта прусскими войсками в 1814 году в Горинхеме и вокруг него шли ожесточённые бои, в результате которых часть города была разрушена и много горожан погибло.
В 1860 году к Горингему была подведена железнодорожная линия.

## Известные уроженцы и жители
- Ван дер Нер, Арт (нидерл. Aert van der Neer; 1603/1604, Горинхем — 9 ноября 1677, Амстердам) — голландский живописец эпохи Золотого века; родоначальник жанра ночного пейзажа.
- Сафтлевен, Корнелис (1607—1681) — голландский живописец и график эпохи барокко.
- В 1637 году в Горинхеме родился выдающийся голландский художник Ян ван дер Хейден.
- Дирк Рафаэльс Кампхёйзен (1586—1627) — нидерландский поэт, художник и богослов.

## Экономика
Речной порт с судостроительной верфью. Центр индустриального района с развитой машиностроительной и металлообрабатывающей промышленностью.
Фермерство с уклоном к молочному скотоводству и плодоводству.

## Города-партнёры
- Синт-Никлас
- Лукка